# (2030) Beliaïev
Pour les articles homonymes, voir Beliaïev.
(2030) Beliaïev (internationalement (2030) Belyaev) est un astéroïde de la ceinture principale.
Il a été ainsi baptisé en hommage à Pavel Beliaïev (1925-1970), cosmonaute soviétique du vol Voskhod 2, au cours duquel Alexeï Leonov réalisa la première marche dans l'espace.